# Thomas Wentworth Higginson

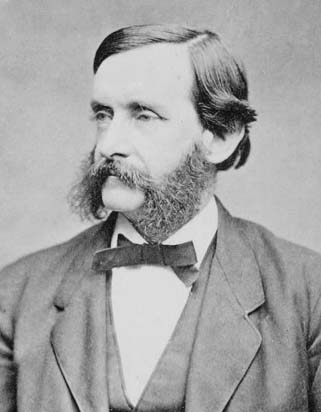
Thomas Wentworth Higginson

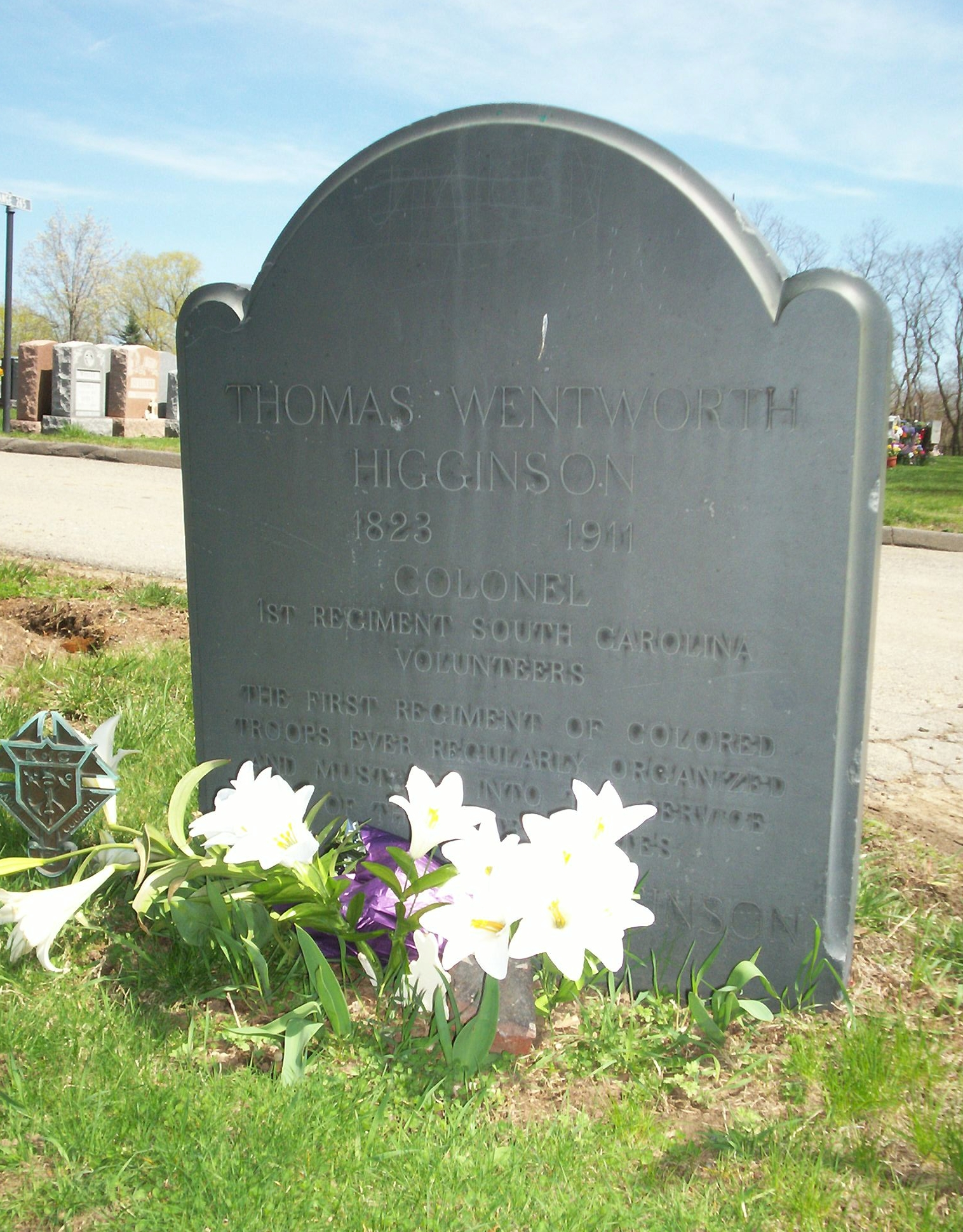
Higginsons Grab in Cambridge, Massachusetts

Thomas Wentworth Higginson (* 22. Dezember 1823 in Cambridge, Massachusetts; † 9. Mai 1911) war ein US-amerikanischer Schriftsteller und Abolitionist.

## Leben
Higginson studierte an der Harvard University und anschließend Theologie an der Harvard Divinity School. Darauf bekleidete er eine Predigerstelle der Unitarier in Newburyport, die er 1850 aufgab, um sich der Abolitionistenbewegung anzuschließen. Von 1852 bis 1858 war er als Geistlicher in Worcester tätig.
1850 kandidierte er als Mitglied der Free Soil Party für einen Sitz im US-Kongress.
1853 wurde er in Boston zusammen mit den bekannten Abolitionisten Wendell Phillips und Theodore Parker für die Unterstützung des entflohenen Sklaven Anthony Burns angeklagt. Er setzte sich 1854 auch gegen den Kansas-Nebraska Act ein, der vorsah, die Staaten Kansas und Nebraska zu gründen, in denen die Bevölkerung selbst über die Sklavenfrage entscheiden dürfen sollte.
Nach Ausbruch des Amerikanischen Bürgerkriegs wurde er Captain der Unionsarmee in Kansas, 1862 Colonel des ersten aus Schwarzen bestehenden Regiments (siehe auch Buffalo Soldier). Higginson musste infolge einer Verwundung 1863 seinen Abschied nehmen und ließ sich in Newport in Rhode Island nieder, wo er sich als Schriftsteller einen Namen machte. Er ist der Herausgeber der Gedichte von Emily Dickinson und war der erste Sammler von African-American Spirituals. 1892 wurde er in die American Academy of Arts and Sciences und 1898 in die American Academy of Arts and Letters gewählt.

## Werke
- Outdoor Papers, 1863
- Malbone: An Oldport Romance, 1869 (neuere Ausgabe: ISBN 1-4043-1602-7)
- Life of Margaret Fuller Ossoli, in der Reihe American Men of Letters, 1884 (neuere Ausgabe: ISBN 1-4102-2408-2)
- A Larger History of the United States of America to the Close of President Jackson's Administration, 1885
- The Monarch of Dreams, 1886
- Travellers and Outlaws, 1889 (neuere Ausgabe: ISBN 1-4142-2118-5)
- The Afternoon Landscape, 1889 (Gedichte und Übersetzungen)
- Concerning All of Us, 1892
- The Procession of the Flowers and Kindred Papers, 1897
- Henry Wadsworth Longfellow, in der Reihe American Men of Letters, 1902
- John Greenleaf Whittier, in der Reihe English Men of Letters, 1902 (neuere Ausgabe: ISBN 1-4102-1284-X)
- A Readers History of American Literature, 1903 (Vorlesungen am Lowell Institute von 1903, hrsg. von Henry W. Boynton)
- Life and Times of Stephen Higginson, 1907
- Oldport Days (neuere Ausgabe: ISBN 1-4043-2226-4)
- Army Life in a Black Regiment (neuere Ausgabe: ISBN 1-58218-358-9)
- Tales of the Enchanted Islands of the Atlantic (neuere Ausgabe: ISBN 1-58963-658-9)
- Mrs. Helen Jackson (neuere Ausgabe: ISBN 1-4191-3577-5)
- Letters and Journals of Thomas Wentworth Higginson. 1846-1906, ISBN 0-8371-1843-3